# College of Charleston Cougars

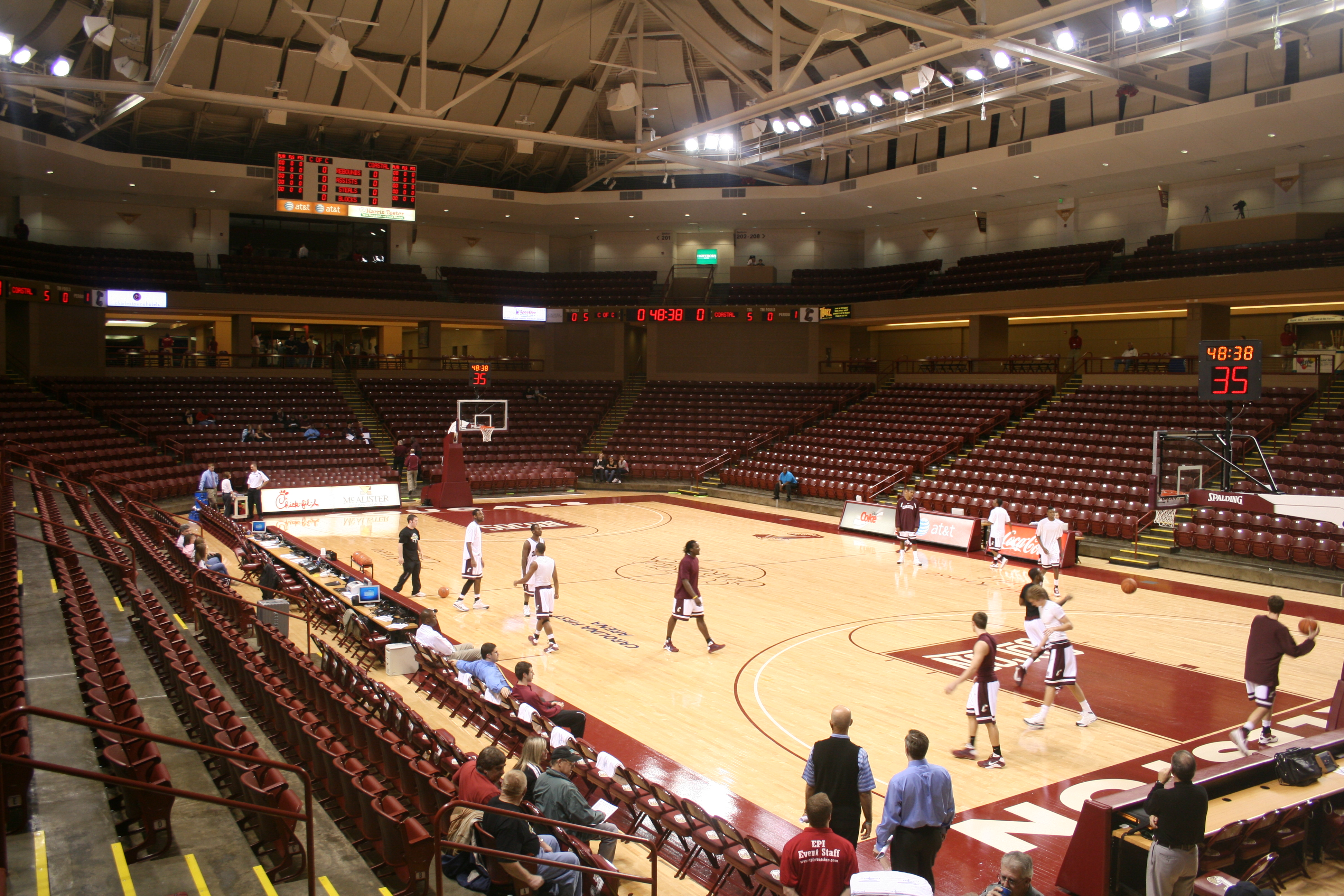
TD Arena, cancha de los equipos de baloncesto y voleibol.

Charleston Cougars (español: Pumas del Colegio de Charleston) es el nombre de los equipos deportivos del College of Charleston, situado en Charleston, Carolina del Sur. Los equipos de los Cougars participan en las competiciones universitarias organizadas por la NCAA, y forman parte de la Coastal Athletic Association, excepto los equipos de voleibol de playa, vela y equitación (los dos últimos de los cuales no están sancionados por la NCAA), que compiten en la Sun Belt Conference, la ICSA y la IHSA respectivamente. 

## Equipos
Los Cougars tiene 20 equipos oficiales, 8 masculinos y 12 femeninos:
| - Masculino - Baloncesto - Fútbol - Tenis - Cross - Golf - Natación y Saltos - Vela - Béisbol | - Femenino - Baloncesto - Fútbol - Tenis - Cross - Golf - Natación y Saltos - Vela - Softball - Equitación - Atletismo - Voleibol - Voleibol de playa |

## Vela
Sus equipos más exitosos son los de vela, que han ganado el Trofeo Leonard M. Fowle en 9 ocasiones (1986, 1988, 1998, 2007, 2012, 2015, 2017, 2018 y 2021), además de campeonatos nacionales en las siguientes categorías:
- Mixto: 4 (1986, 2006, 2007 y 2013)
- Femenino: 2 (2006 y 2010)
- Por equipos: 2 (2012 y 2017)
- En solitario: 7 (1988, 1990, 1991, 2006, 2009, 2012 y 2014)
- Sloop/match race: 7 (1991, 1992, 1999, 2003, 2006, 2007 y 2015)

Cinco de sus regatistas han sido elegidos regatistas universitarios del año:
- Chris Larson en 1988
- Willis A. Lovell en 1991
- Tyler W. Moore en 1994
- Juan Ignacio Maegli Agüero en 2013
- Stefano Peschiera en 2018

Una de sus regatistas han sido elegida regatista universitaria del año:
- Alana O'Reilly en 2006.

## Baloncesto
El equipo masculino de baloncesto es el más popular de la universidad. En el año 1983, antes de incorporarse a la NCAA, ganó el campeonato nacional de la NAIA. Además, han llegado al torneo de postemporada de la NCAA en 7 ocasiones (1994, 1997, 1998, 1999, 2018, 2023 y 2024).
Solamente dos jugadores de Charleston han llegado a la NBA, los  bases Anthony Johnson y Andrew Goudelock. También es de destacar Dontaye Draper, base que ha hecho carrera en Europa.